# Louisville Blades
Louisville Blades byl profesionální americký klub ledního hokeje, který sídlil v Louisvillu ve státě Kentucky. V letech 1948–1949 působil v profesionální soutěži International Hockey League. O sezónu později klub účinkoval v soutěži United States Hockey League. Blades ve své poslední sezóně v IHL skončily ve čtvrtfinále play-off. Své domácí zápasy odehrával v hale Louisville Gardens s kapacitou 6 000 diváků.

## Přehled ligové účasti
Zdroj: 
- 1948–1949: International Hockey League (Jižní divize)
- 1949–1950: United States Hockey League